# Hannes Óli Ágústsson
Hannes Óli Ágústsson (* 2. Februar 1981) ist ein isländischer Film- und Theaterschauspieler, der durch seine Nebenrolle im Film Eurovision Song Contest: The Story of Fire Saga aus dem Jahr 2020 internationale Bekanntheit erlangte.

## Leben
Ab 2001 studierte Ágústsson an der Háskóli Íslands, wo er 2004 den Bachelor of Arts in Vergleichender Literaturwissenschaft erlangte. 2005 erwarb er einen Master-Abschluss. Von 2005 bis 2009 studierte er Schauspielerei an der Kunstakademie Islands, wo er den Bachelor of Fine Arts erhielt. 2013 und 2014 absolvierte er Workshops in Vokaltechnik und Improvisation.
In den Spielzeiten 2010/11 und 2014/15 hatte Ágústsson Engagements am Isländischen Nationaltheater, wo er in den Produktionen King Lear, All my Sons und Adventures in Lazy Town mitwirkte. Von 2012 bis 2014 spielte an der Akureyri-Theaterkompanie in den Produktionen I Hired a Contract Killer, The Cactus, Guilty und The Golden Gate mit. 2016 und 2018 wurde er für seine Rollen in den Stücken Illska (Das Böse) und Himnaríki og helvíti (Himmel und Hölle) für den Griman, den isländischen Theaterpreis, nominiert.
2002 hatte Ágústsson in Hafið (Die kalte See) seinen ersten Filmauftritt. Nach Auftritten in Kurzfilmen, Fernsehfilmen und Fernsehserien spielte er 2013 im international beachteten Film Metalhead mit. Der Film wurde 2014 mit acht Edda Awards ausgezeichnet und Ágústsson erhielt eine Nominierung als bester Nebendarsteller. 2015 wirkte er in der Fernsehserie Sense8 mit, 2017 in der Serie Stella Blómkvist, 2018 in der Serie Hversdagsreglur und 2019 im Film Héraðið (Milchkrieg in Dalsmynni), der beim Toronto International Film Festival gezeigt und für vier Edda Awards nominiert wurde.
im Jahr 2020 spielte er den Olaf Yohansson in der Netflix-Komödie Eurovision Song Contest: The Story of Fire Saga, einen Fan aus Húsavík, der sich immer nur das Lied Jaja Ding Dong wünscht. Sein Zitat Play Jaja Ding Dong, das einige Male im Film zu hören ist, wurde zu einem bekannten Internet-Meme. Hierauf spielte er auch beim Eurovision Song Contest 2021 in Rotterdam an, wo er die Punkte der isländischen Jury präsentierte.